# هيموفيليا ب
هيموفيليا ب (بالإنجليزية: Haemophilia B)‏ هي اضطراب تخثر الدم الناجم عن طفرة في جين العامل التاسع، مما يؤدي إلى نقص العامل التاسع. وهو ثاني أكثر أشكال الهيموفيليا شيوعا، وأكثر ندرة من الهيموفيليا أ. وقد عرفت الهيموفيليا ب لأول مرة كنوع مختلف من الهيموفيليا في عام 1952. ويسمى أحيانا مرض كريسماس نسبة إلى ستيفن كريسماس، أول مريض تم تشخيصه بهذا المرض. وبالإضافة إلى ذلك، نُشِرَ التقرير الأول لتعريفه في طبعة الكريسماس من المجلة الطبية البريطانية.

## العلامات والأعراض
من أعراض هيموفيليا ب حدوث كدمات بسهولة، ونزيف المسالك البولية، ونزيف الأنف. وبالإضافة إلى ذلك، قد يتعرض الشخص المصاب للنزيف في المفاصل.

## علم الوراثة

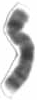
كروموسوم X

يقع جين العامل التاسع على كروموسوم إكس (Xq27.1-q27.2). وهو سمة متنحية مرتبطة بالكروموسوم X، مما يفسر سبب ظهورها في الذكور فقط، كما هو الحال مع هيموفيليا أ.
وفي عام 1990، أظهر جورج براونلي وميرلين كروسلي أن هناك مجموعتين من الطفرات الجينية تمنع بروتينين رئيسيين من الالتصاق بالحمض النووي للأشخاص المصابين بنوع نادر وشاذ من هيموفيليا ب (هيموفيليا ب ليدن)، حيث يعاني المرضى من نوبات نزيف مفرط في مرحلة الطفولة، ولكن بعد سن البلوغ يكون النزف أقل. ويؤدي ذلك النقص في ارتباط البروتين بالحمض النووي (DNA) إلى إيقاف الجين الذي ينتج عامل التخثر التاسع، الذي يمنع النزيف المفرط.

## الفسيولوجيا المرضية

تجلط الدم (العامل التاسع على اليسار)

ومن حيث الآلية، يؤدي نقص العامل التاسع إلى زيادة الميل للنزف مع الرضة البسيطة أو حتى تلقائيا، كما هو الحال في المفاصل (تدمي المفاصل) أو العضلات. وقد يسبب نقص العامل التاسع التداخل مع سلسلة التخثر، مما يتسبب في النزف العفوي مع الصدمات. وعندما ينشط العامل التاسع، يتم تفعيل العامل العاشر الذي يساعد على تحويل الفيبرينوجين إلى فيبرين.
يصبح العامل التاسع نشطا أثناء عملية التخثر بمساعدة العامل الثامن (IXa على وجه التحديد). وتوفر الصفائح الدموية موقع الارتباط لكل من العوامل المساعدة. ويقوم هذا المركب (في مسار التخثر) بتفعيل العامل العاشر في نهاية المطاف.

## التشخيص
يمكن إجراء تشخيص الهيموفيليا ب عن طريق الاختبارات/ الأساليب التالية:
- اختبار فحص التخثر
- درجات النزيف
- فحوصات عامل التخثر

### التشخيص التفريقي
- هيموفيليا أ
- نقص العامل الحادي عشر
- مرض فون ويلبراند
- اضطرابات الفيبرينوجين
- متلازمة برنارد - سوليير[6]

## العلاج
يتم العلاج عن طريق التسريب الوريدي للعامل التاسع، الذي يكون عمر النصف له أطول من العامل الثامن، ويمكن نقله بشكل متكرر. وقد يكون هناك حاجة لنقل الدم، وينبغي وقف الأدوية اللاستيرويدية المضادة للالتهابات إذا تم تأكيد تشخيص الشخص بهيموفيليا ب. وينبغي القيام بأي إجراء جراحي بالتنسيق مع حمض الترانيكساميك.

## توقع سير المرض
قد اتبعت دراستان هولنديتان مرضى الهيموفيليا لعدة سنوات. ووجدت كلتا الدراستين أن العدوى الفيروسية شائعة مع الهيموفيليا؛ بسبب عمليات نقل الدم المتكررة التي تعرضهم لخطر الإصابة بالعدوى المنقولة بالدم، مثل فيروس نقص المناعة البشرية والتهاب الكبد C. وفي آخر دراسة تابعت المرضى من عام 1992 إلى عام 2001، كان متوسط العمر المتوقع للذكور 59 عاما. وإذا استبعدت حالات الإصابة الفيروسية المعروفة، يصبح متوسط العمر المتوقع 72 عاما، وهو قريب من متوسط عمر السكان. وتوفيت 26٪ من الحالات من الإيدز و22٪ من التهاب الكبد C.

## التاريخ

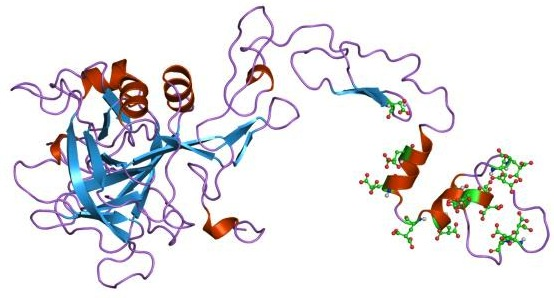
العامل التاسع

في الخمسينيات والستينات من القرن العشرين، ومع التكنولوجيا الحديثة والتطورات التدريجية في الطب، وجد علماء الصيدلة طريقة لاستخلاص العامل التاسع من البلازما المتجمدة الجديدة وإعطائها لأولئك الذين يعانون من هيموفيليا ب. وعلى الرغم من أنهم وجدوا وسيلة لعلاج هذا المرض، إلا أن البلازما المتجمدة الجديدة تحتوي على كمية قليلة من العامل التاسع، مما يتطلب نقل كميات كبيرة منها لعلاج نوبة النزيف الفعلي، مما أدى إلى الحاجة لنقل المريض إلى المستشفى. وبحلول منتصف الستينات، وجد العلماء وسيلة للحصول على كميات أكبر من العامل التاسع من البلازما المتجمدة الجديدة. وبحلول أواخر الستينات، وجد علماء الصيدلة أساليب لفصل العامل التاسع من البلازما، مما سمح بتعبئة زجاجات من مركزات العامل التاسع. ومع زيادة تركيزات العامل التاسع، أصبح من الأسهل للناس الحصول على العلاج في المنزل. وعلى الرغم من أن هذه التطورات في الطب كان لها تأثير إيجابي كبير على علاج الهيموفيليا، كان هناك العديد من المضاعفات التي صاحبتها. وبحلول أوائل الثمانينات، اكتشف العلماء أن الأدوية التي اخترعوها تنقل الفيروسات التي تنتقل عن طريق الدم، مثل التهاب الكبد، وفيروس نقص المناعة البشرية، وهو الفيروس الذي يسبب مرض الإيدز. ومع ظهور هذه الفيروسات القاتلة، كان على العلماء إيجاد طرق محسنة لفحص منتجات الدم التي يتلقوها من المتبرعين. وفي عام 1982، قام العلماء بطفرة في مجال الطب وتمكنوا من استنساخ جينات العامل التاسع. وقلل هذا التطور الجديد من خطر العديد من الفيروسات إلا أن هذا العامل الجديد لم يكن متاحا لمرضى الهيموفيليا ب حتى عام 1997.

## المجتمع
كشفت دراسة نشرت في عام 2009 عن أمراض الدم التي تؤثر على الأسر المالكة لبريطانيا العظمى، وألمانيا، وروسيا، وإسبانيا على أنها هيموفيليا ب على أساس علامات وراثية.